# Христианство в Албании
Христианство в Албании — вторая (по числу верующих) после ислама религия в стране.
Оценки численности албанских христиан весьма разнятся. По данным исследовательского центра Pew Research Center в 2010 году в Албании проживало 580 тыс. христиан, которые составляли 18 % населения этой страны. Энциклопедия «Религии мира» Дж. Г. Мелтона оценивает долю христиан в 2010 году в 30,8 % (2,08 млн верующих).
Крупнейшими направлениями христианства в стране являются католицизм и православие. В 2000 году в Албании действовало 669 христианских церквей и мест богослужения, принадлежащих 30 различным христианским деноминациям.
Христианами являются большинство живущих в стране македонцев, греков, итальянцев, арумын и сербов. Немало христиан и среди самих албанцев, при этом доля христиан среди албанцев-гегов значительно выше, чем среди албанцев-тосков.
Христиане Албании (католики, православные и протестанты) сотрудничают вместе в межконфессиональном Библейском обществе. Значительная часть протестантских церквей входит в Албанское евангельское братство, связанное со Всемирным евангельским альянсом. Одна из албанских церквей — Албанская православная церковь, входит во Всемирный совет церквей.